# Villa Tholozan
La Villa Tholozan, appelée aussi Villa Alberti, est une villa (en copropriété) privée, située 50 avenue Alphonse-Denis et 8 boulevard d'Orient, à Hyères, dans le département du Var.

## Histoire
Elle a été construite en 1858 pour le duc de Luynes (1802-1867) qui fut directeur adjoint du musée des Antiquités grecques et égyptiennes. Cette villa est l'une des plus anciennes de la ville. Elle est située dans le quartier Chateaubriand, sur les hauteurs d'Hyères, à l'est du centre-ville, où s'élèvent de nombreuses villas de la même époque Napoléon III, comme la Villa romaine, acquise par la municipalité. À l'instar de ces constructions, la façade la plus remarquable est celle qui tourne le dos à la ville pour regarder la mer.
L’architecte est vraisemblablement Frédéric Debacq, qui avait participé aux travaux de restauration du château de Dampierre (autre propriété du duc) avec Charles Garnier. On[Qui ?] évoque aussi Félix Duban.
En 1867, la villa devient la propriété de petite-fille du duc, Louise de Sabran-Pontevès (1864-1914) qui la transmet à son tour à son fils Honoré de Lareinty-Tholozan (1887-1916). Au décès de ce dernier, elle passe à son frère Jules (1886-1946) puis à leur sœur Alyette (1892-1954).

## Architecture
Son architecture est remarquable tant sur les parties extérieures que sur celles intérieures. Son style est néopalladien. .

### Extérieur
La construction entièrement en pierre de taille pourrait être définie comme étant de style classique, à tendance italianisante.
En effet, cet édifice est élevé sur deux étages de sept travées au-dessus d'un soubassement à bossages et baies en plein-cintre à la manière des palais italiens.
Un ensemble de terrasses et de volées d’escaliers constituent la base sur laquelle est posée la villa. La structure est tournée sur l'avant-corps central figuré par un porche monumental surmonté d'une terrasse à balustres ; enfin, un troisième niveau rappelant un arc triomphal dont le couronnement est constitué  par une balustrade à pots à feu.

### Intérieur
L'architecture est classique : on trouve une cage d'escalier qui dessert au premier étage une enfilade des pièces de réception au sud, dont un grand salon ouvert par trois grandes baies vitrées donnant sur une terrasse surplombant la plaine et la mer.
La recherche esthétique vise à privilégier l'ensoleillement et la vue par le biais de larges ouvertures et de terrasses. Elle était habitée essentiellement l'hiver.

## Protection
La villa est inscrite aux Monuments historiques, depuis 1975.

## Références

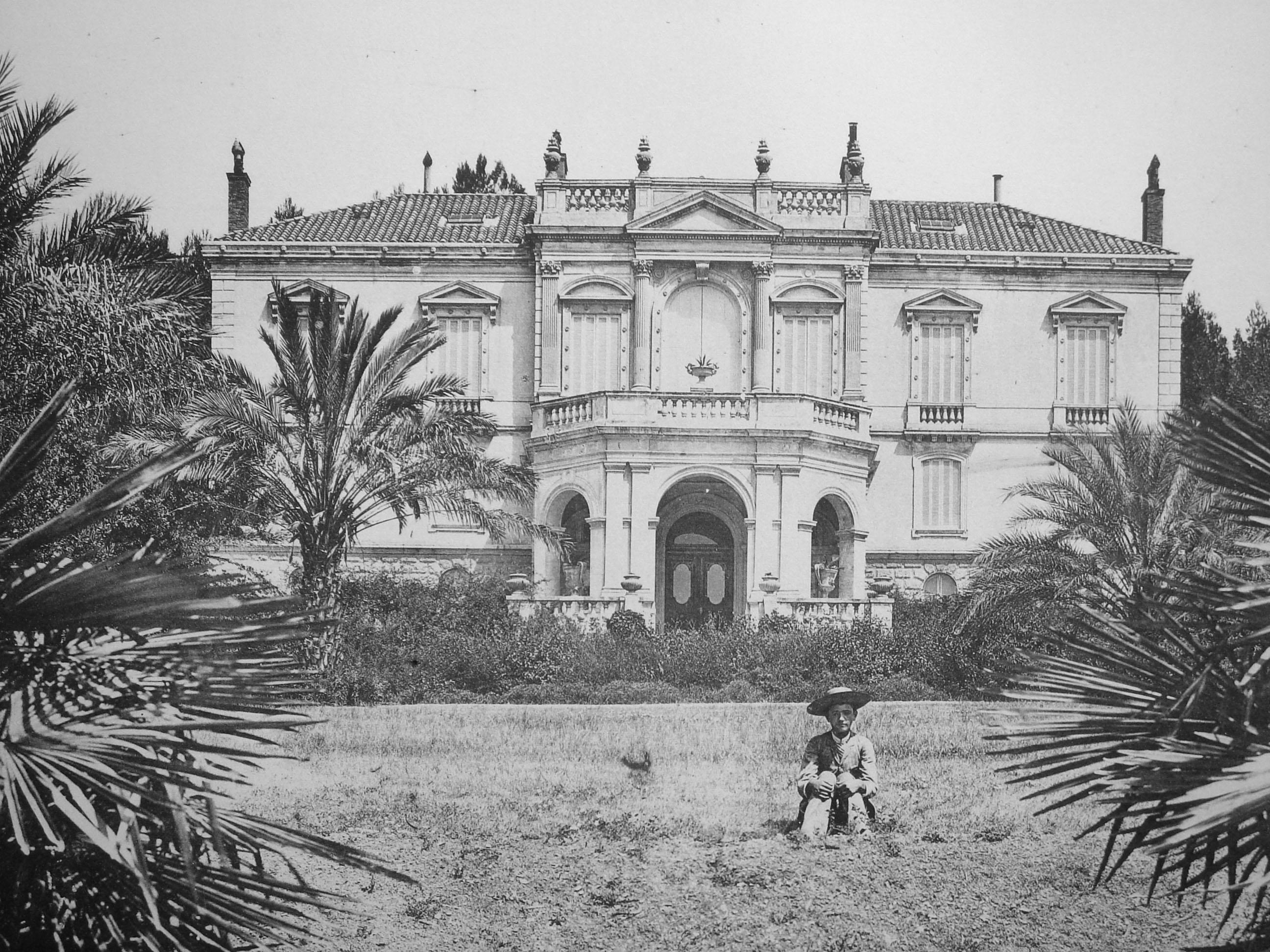
La villa Alberti-Tholozan vers 1900